# Maison Al-Assad pour la culture et les arts
La Maison Al-Assad pour la culture et les arts (en arabe : دار الأسد للثقافة والفنون / Dār al-Asad li-ṯ-ṯaqāfa wa-l-funūn) est située à Damas, la capitale de la Syrie. Elle fut inaugurée le 7 mai 2004 et abrite une salle d'opéra de 1 331 places, une salle de théâtre de 663 places et une salle polyvalente de 237 places. L'orchestre symphonique national de Syrie y réside.